# 1450
Il 1450 (MCDL in numeri romani) è un anno  del XV secolo.

## Eventi
- marzo – Le truppe francesi di Guy de Richemont assediano il comandante inglese in Francia, Edmund Beaufort, II duca di Somerset, a Caen.
- 15 aprile – Battaglia di Formigny: Le truppe francesi del Conte di Clermont sconfiggono un esercito inglese guidato da Sir Thomas Kyriel e Sir Matthew Gough, che stava cercando di portare soccorso a Caen.
- 8 maggio – Ribellione di Jack Cade: Rivolta della popolazione del Kent contro Re Enrico VI d'Inghilterra.
- 9 maggio – Viene assassinato 'Abd al-Latif Mirza (monarca Timuride).
- 18 giugno – Battaglia di Seven Oaks: I ribelli di Jack Cade vengono scacciati da Londra dalle truppe lealiste, facendo crollare la ribellione.
- 6 luglio – Caen si arrende ai francesi.
- 12 agosto – Resa di Cherbourg, ultimo territorio inglese in Normandia, davanti ai francesi.
- Fondazione dell'Università di Barcellona.
- Carlo VIII di Svezia che sedeva anche sul trono di Norvegia come Carlo I di Norvegia viene dichiarato deposto da quest'ultimo trono in favore di Cristiano I di Danimarca.
- La Bibbia di Gutenberg, opera del tipografo tedesco Johannes Gutenberg e detta anche "delle 42 linee", è il primo libro stampato con l'utilizzo di caratteri mobili.

## Nati

### Gennaio
- 14 gennaio - Yejong di Joseon, re coreano († 1469)

### Marzo
- 2 marzo - Guido Mazzoni, scultore italiano († 1518)

### Giugno
- 22 giugno - Eleonora d'Aragona, principessa italiana († 1493)

### Agosto
- 18 agosto - Marco Marulo, poeta e umanista dalmata († 1524)

### Settembre
- 25 settembre - Ursula di Brandeburgo, nobile († 1508)

### Novembre
- 12 novembre - Giacomo di Savoia-Romont, conte († 1486)
- 17 novembre - Antonio Cocchi Donati, giurista italiano († 1491)

### Senza giorno specificato
- Francisco de Almeida, esploratore e militare portoghese († 1510)
- Andrea Alpago, medico e arabista italiano († 1521)
- Kaspar Ammon, teologo belga († 1524)
- Juan de Anchieta, musicista e compositore spagnolo († 1523)
- Marino Barlezio, scrittore e religioso albanese († 1513)
- Alessandro Benedetti, anatomista, medico e umanista italiano († 1512)
- Ercole Bentivoglio, politico italiano († 1524)
- Andrea Bernardi, storico italiano († 1522)
- Andrés Bernáldez, religioso e storico spagnolo († 1513)
- Bartolomeo Bonascia, pittore e architetto italiano († 1527)
- Benedetto Bordone, miniatore, cartografo e geografo italiano († 1530)
- Leonardo Buonafede, vescovo cattolico e mecenate italiano († 1545)
- Giovanni Buora, architetto e scultore italiano († 1513)
- Diogo Cão, esploratore portoghese († 1486)
- Giovanni Battista Caracciolo, II signore di Montanara, militare e nobile italiano († 1508)
- Agnolo Cesi, militare e mecenate italiano († 1528)
- Antonio Contarini, patriarca cattolico italiano († 1524)
- Antonio Corsetti, giurista e religioso italiano († 1503)
- Guidoccio Cozzarelli, pittore e miniatore italiano († 1517)
- Niccolò Cybo, cardinale italiano († 1499)
- Bartolomeo Diaz, navigatore portoghese († 1500)
- Domenico da Cesariano, religioso italiano († 1510)
- Jurij Drohobyč, filosofo, astrologo e scrittore ucraino († 1494)
- François Du Puy, monaco cristiano, teologo e giurista francese († 1521)
- Matteo de' Fedeli, pittore italiano († 1505)
- Marcello Filosseno, letterato e religioso italiano († 1520)
- Thomas FitzAlan, XVII conte di Arundel, nobile inglese († 1524)
- Andrea Foscolo, politico, diplomatico e militare italiano († 1528)
- Bernardo Giambullari, poeta italiano († 1525)
- Gianfrancesco da Tolmezzo, pittore italiano († 1511)
- Gabriello Ginori, banchiere, politico e nobile italiano
- Giovanni da Vigo, medico e chirurgo italiano († 1525)
- Pietro Grassi, giurista italiano († 1505)
- Walter Lambe, compositore inglese († 1504)
- Matteo Lappoli, pittore italiano († 1504)
- Pema Lingpa, religioso bhutanese († 1521)
- Antonio Maffei da Volterra, presbitero italiano († 1478)
- Sallustio Malatesta, nobile italiano († 1470)
- Alessandro Minuziano, editore italiano († 1532)
- Oddone d'Incisa, nobile († 1514)
- Paolo Orsini, condottiero italiano († 1503)
- Faustino Perisauli, umanista italiano († 1523)
- Fra Leonardo Prato, nobile e condottiero italiano († 1511)
- Erhard Reuwich, tipografo e incisore olandese († 1505)
- Bernardino Ricca, pittore italiano
- Garci Rodríguez de Montalvo, scrittore spagnolo († 1504)
- Francisco Roldán, funzionario spagnolo († 1502)
- Bernardo di Stefano Rosselli, pittore italiano († 1526)
- Antonio di Salvi, orafo italiano († 1527)
- Antonello Savelli, condottiero italiano († 1498)
- Giacomo Scanardi, pittore italiano († 1519)
- Antonio Scanaroli, medico italiano († 1517)
- Lazzaro de' Soardi, tipografo italiano
- Domenico Spadafora, religioso italiano († 1521)
- Francesco Suriano, francescano italiano († 1529)
- Pêro Vaz de Caminha, esploratore portoghese († 1500)
- Antoine Vérard, editore francese († 1514)
- Antonio Zarotto, tipografo italiano († 1510)
- Rocco Zoppo, pittore italiano († 1510)
- Niccolò II da Correggio, condottiero e letterato italiano († 1508)
- Costanzo da Ferrara, pittore e medaglista italiano († 1524)
- Francesco dai Libri, miniatore italiano
- Filippo di Borgogna-Beveren, funzionario francese († 1498)
- Claudina di Brosse, nobildonna francese († 1513)

## Morti
- 7 gennaio - Matteo Guimerà, vescovo cattolico e francescano italiano
- 25 gennaio - Antonio Migliorati, religioso italiano (n. 1355)
- 11 febbraio - Agnese Sorel, nobildonna francese
- 23 marzo - Elena Dragaš, imperatrice bizantina (n. 1372)
- 8 aprile - Sejong il Grande, re coreano (n. 1397)
- 12 maggio - William de la Pole, I duca di Suffolk, nobile (n. 1396)
- 15 maggio - Andrea Abellon, religioso e pittore francese
- 11 giugno - Stefano Bandelli, presbitero italiano (n. 1369)
- 22 giugno - Polidoro Foscari, arcivescovo cattolico italiano (n. 1410)
- 2 luglio - Ranuccio Farnese il Vecchio, condottiero italiano
- 4 luglio - Enrico Rampini, cardinale e arcivescovo cattolico italiano
- 5 luglio - Rinaldo Orsini, condottiero italiano (n. 1402)
- 12 luglio - Jack Cade, rivoluzionario irlandese
- 17 luglio - Francesco I di Bretagna, nobile francese (n. 1414)
- 29 luglio - Heidenreich Vincke von Overberg
- 30 luglio - Enrico XVI di Baviera-Landshut, duca tedesco (n. 1386)
- 15 agosto - Alberto da Sarteano, francescano italiano (n. 1385)
- 2 settembre - Andrea di Giusto, pittore italiano
- 7 settembre - Caterina Karlsdotter, nobildonna svedese
- 16 settembre - Louis Aleman, cardinale, arcivescovo cattolico e beato francese
- 22 settembre - Caterina di Sassonia-Lauenburg, principessa tedesca (n. 1400)
- 23 settembre - Ludovico I di Württemberg-Urach, conte tedesco (n. 1412)
- 1º ottobre - Leonello d'Este, marchese (n. 1407)
- 5 novembre - Giovanni IV d'Armagnac, nobile e militare francese (n. 1396)
- 6 novembre - Ermolao Donà, politico, diplomatico e militare italiano
- Aronne Abulrabi, rabbino e astrologo italiano (n. 1400)
- Angelos Akotantos, pittore greco
- Antonio Altan, vescovo cattolico italiano
- Giorgio Anselmi, teorico musicale italiano (n. 1385)
- Antonio Malfante, mercante e esploratore italiano (n. 1410)
- Bartolomeo Barattieri, giurista e diplomatico italiano (n. 1380)
- Domìzio Brocardo, poeta italiano (n. 1390)
- Pietro I Cardona, nobile, militare e diplomatico italiano
- Andrea da Escobar, vescovo cattolico e teologo portoghese (n. 1366)
- Pierre Fontaine, compositore francese (n. 1380)
- Giovanni d'Alemagna, pittore italiano
- Marino da Norcia, condottiero e politico italiano
- Sassetta, pittore italiano
- Silvestro da Siena, francescano italiano
- Filippino degli Organi, architetto italiano
- Antonio d'Arezzo, letterato, teologo e religioso italiano (n. 1380)
- Giunta di Tugio, ceramista italiano (n. 1382)
- Álvaro Pires de Évora, pittore portoghese

## Calendario
| Calendario 1450 | Calendario 1450 | Calendario 1450 | Calendario 1450 | Calendario 1450 | Calendario 1450 | Calendario 1450 | Calendario 1450 | Calendario 1450 | Calendario 1450 | Calendario 1450 | Calendario 1450 | Calendario 1450 | Calendario 1450 | Calendario 1450 | Calendario 1450 | Calendario 1450 | Calendario 1450 | Calendario 1450 | Calendario 1450 | Calendario 1450 | Calendario 1450 | Calendario 1450 | Calendario 1450 | Calendario 1450 | Calendario 1450 | Calendario 1450 | Calendario 1450 | Calendario 1450 | Calendario 1450 | Calendario 1450 | Calendario 1450 | Calendario 1450 |
| --------------- | --------------- | --------------- | --------------- | --------------- | --------------- | --------------- | --------------- | --------------- | --------------- | --------------- | --------------- | --------------- | --------------- | --------------- | --------------- | --------------- | --------------- | --------------- | --------------- | --------------- | --------------- | --------------- | --------------- | --------------- | --------------- | --------------- | --------------- | --------------- | --------------- | --------------- | --------------- | --------------- |
|                 | 1               | 2               | 3               | 4               | 5               | 6               | 7               | 8               | 9               | 10              | 11              | 12              | 13              | 14              | 15              | 16              | 17              | 18              | 19              | 20              | 21              | 22              | 23              | 24              | 25              | 26              | 27              | 28              | 29              | 30              | 31              |                 |
| Gennaio         | Gi              | Ve              | Sa              | Do              | Lu              | Ma              | Me              | Gi              | Ve              | Sa              | Do              | Lu              | Ma              | Me              | Gi              | Ve              | Sa              | Do              | Lu              | Ma              | Me              | Gi              | Ve              | Sa              | Do              | Lu              | Ma              | Me              | Gi              | Ve              | Sa              |                 |
| Febbraio        | Do              | Lu              | Ma              | Me              | Gi              | Ve              | Sa              | Do              | Lu              | Ma              | Me              | Gi              | Ve              | Sa              | Do              | Lu              | Ma              | Me              | Gi              | Ve              | Sa              | Do              | Lu              | Ma              | Me              | Gi              | Ve              | Sa              |                 |                 |                 |                 |
| Marzo           | Do              | Lu              | Ma              | Me              | Gi              | Ve              | Sa              | Do              | Lu              | Ma              | Me              | Gi              | Ve              | Sa              | Do              | Lu              | Ma              | Me              | Gi              | Ve              | Sa              | Do              | Lu              | Ma              | Me              | Gi              | Ve              | Sa              | Do              | Lu              | Ma              |                 |
| Aprile          | Me              | Gi              | Ve              | Sa              | Do              | Lu              | Ma              | Me              | Gi              | Ve              | Sa              | Do              | Lu              | Ma              | Me              | Gi              | Ve              | Sa              | Do              | Lu              | Ma              | Me              | Gi              | Ve              | Sa              | Do              | Lu              | Ma              | Me              | Gi              |                 |                 |
| Maggio          | Ve              | Sa              | Do              | Lu              | Ma              | Me              | Gi              | Ve              | Sa              | Do              | Lu              | Ma              | Me              | Gi              | Ve              | Sa              | Do              | Lu              | Ma              | Me              | Gi              | Ve              | Sa              | Do              | Lu              | Ma              | Me              | Gi              | Ve              | Sa              | Do              |                 |
| Giugno          | Lu              | Ma              | Me              | Gi              | Ve              | Sa              | Do              | Lu              | Ma              | Me              | Gi              | Ve              | Sa              | Do              | Lu              | Ma              | Me              | Gi              | Ve              | Sa              | Do              | Lu              | Ma              | Me              | Gi              | Ve              | Sa              | Do              | Lu              | Ma              |                 |                 |
| Luglio          | Me              | Gi              | Ve              | Sa              | Do              | Lu              | Ma              | Me              | Gi              | Ve              | Sa              | Do              | Lu              | Ma              | Me              | Gi              | Ve              | Sa              | Do              | Lu              | Ma              | Me              | Gi              | Ve              | Sa              | Do              | Lu              | Ma              | Me              | Gi              | Ve              |                 |
| Agosto          | Sa              | Do              | Lu              | Ma              | Me              | Gi              | Ve              | Sa              | Do              | Lu              | Ma              | Me              | Gi              | Ve              | Sa              | Do              | Lu              | Ma              | Me              | Gi              | Ve              | Sa              | Do              | Lu              | Ma              | Me              | Gi              | Ve              | Sa              | Do              | Lu              |                 |
| Settembre       | Ma              | Me              | Gi              | Ve              | Sa              | Do              | Lu              | Ma              | Me              | Gi              | Ve              | Sa              | Do              | Lu              | Ma              | Me              | Gi              | Ve              | Sa              | Do              | Lu              | Ma              | Me              | Gi              | Ve              | Sa              | Do              | Lu              | Ma              | Me              |                 |                 |
| Ottobre         | Gi              | Ve              | Sa              | Do              | Lu              | Ma              | Me              | Gi              | Ve              | Sa              | Do              | Lu              | Ma              | Me              | Gi              | Ve              | Sa              | Do              | Lu              | Ma              | Me              | Gi              | Ve              | Sa              | Do              | Lu              | Ma              | Me              | Gi              | Ve              | Sa              |                 |
| Novembre        | Do              | Lu              | Ma              | Me              | Gi              | Ve              | Sa              | Do              | Lu              | Ma              | Me              | Gi              | Ve              | Sa              | Do              | Lu              | Ma              | Me              | Gi              | Ve              | Sa              | Do              | Lu              | Ma              | Me              | Gi              | Ve              | Sa              | Do              | Lu              |                 |                 |
| Dicembre        | Ma              | Me              | Gi              | Ve              | Sa              | Do              | Lu              | Ma              | Me              | Gi              | Ve              | Sa              | Do              | Lu              | Ma              | Me              | Gi              | Ve              | Sa              | Do              | Lu              | Ma              | Me              | Gi              | Ve              | Sa              | Do              | Lu              | Ma              | Me              | Gi              |                 |